# Cyrtandropsis finisterrae
Cyrtandropsis finisterrae är en tvåhjärtbladig växtart som beskrevs av Rudolf Schlechter. Cyrtandropsis finisterrae ingår i släktet Cyrtandropsis och familjen Gesneriaceae. Inga underarter finns listade i Catalogue of Life.